# Aldair Gutiérrez
Aldair Yesid Gutiérrez Toncel (Valledupar, Colombia; 17 de junio de 1998) es un futbolista colombiano. Juega de lateral derecho y actualmente se encuentra en el Atlético Bucaramanga de la Categoría Primera A de Colombia.

## Trayectoria
Gutiérrez comenzó su carrera en el Cortuluá, y entre 2018 y 2020 jugó en el club de su ciudad natal, el Valledupar FC. En 2021 vistió la camiseta del Deportivo Pereira, formando parte del plantel que llegó a la final de la Copa Colombia.
En enero de 2022, el lateral fichó en el Deportivo Cali
En diciembre del 2023 finalizó contrato con el deportivo cali y posteriormente es fichado como Agente Libre por el Atlético Bucaramanga para el 2024.En su primer semestre integró el plantel que se consagró como campeón de la Primera División en el torneo 2024-I obtenido el primer título en la historia del club. Ese mismo año lograrían avanzar hasta las semifinales de la Copa Colombia 2024 cayendo en penales ante el América de Cali.

## Estadísticas
Actualizado al último partido disputado el 18 de mayo de 2023.
| Club                         | Div.          | Temporada     | Liga  | Liga  | Copas nacionales | Copas nacionales | Copas internacionales | Copas internacionales | Total | Total |
| Club                         | Div.          | Temporada     | Part. | Goles | Part.            | Goles            | Part.                 | Goles                 | Part. | Goles |
| ---------------------------- | ------------- | ------------- | ----- | ----- | ---------------- | ---------------- | --------------------- | --------------------- | ----- | ----- |
| Cortuluá · Colombia          | 1.ª           | 2016          | 5     | 0     | 0                | 0                | —                     | —                     | 5     | 0     |
| Cortuluá · Colombia          | 1.ª           | 2017          | 0     | 0     | 3                | 0                | —                     | —                     | 3     | 0     |
| Cortuluá · Colombia          | Total club    | Total club    | 5     | 0     | 3                | 0                | 0                     | 0                     | 8     | 0     |
| Valledupar · Colombia        | 2.ª           | 2018          | 16    | 0     | 0                | 0                | —                     | —                     | 16    | 0     |
| Valledupar · Colombia        | 2.ª           | 2019          | 26    | 0     | 2                | 0                | —                     | —                     | 28    | 0     |
| Valledupar · Colombia        | 2.ª           | 2020          | 21    | 1     | 1                | 0                | —                     | —                     | 22    | 1     |
| Valledupar · Colombia        | Total club    | Total club    | 63    | 1     | 3                | 0                | 0                     | 0                     | 66    | 1     |
| Deportivo Pereira · Colombia | 1.ª           | 2021          | 19    | 1     | 9                | 0                | —                     | —                     | 28    | 1     |
| Deportivo Pereira · Colombia | Total club    | Total club    | 19    | 1     | 9                | 0                | 0                     | 0                     | 28    | 1     |
| Deportivo Cali · Colombia    | 1.ª           | 2022          | 28    | 0     | 4                | 0                | 8                     | 0                     | 40    | 0     |
| Deportivo Cali · Colombia    | 1.ª           | 2023          | 19    | 0     | 3                | 0                | —                     | —                     | 22    | 0     |
| Deportivo Cali · Colombia    | Total club    | Total club    | 47    | 0     | 7                | 0                | 8                     | 0                     | 62    | 0     |
| Total carrera                | Total carrera | Total carrera | 134   | 2     | 22               | 0                | 8                     | 0                     | 164   | 2     |

## Palmarés

### Campeonatos nacionales
| Título          | Equipo               | País     | Año  |
| --------------- | -------------------- | -------- | ---- |
| Torneo Apertura | Atlético Bucaramanga | Colombia | 2024 |